# Perfect Situation
Perfect Situation è il terzo singolo estratto dal quinto album degli Weezer, Make Believe.
La canzone fa parte dei loro brani di maggior successo e restò alla prima posizione della classifica Billboard Modern Rock Tracks per ben quattro settimane.

## Altre versioni
La versione radiofonica di Perfect Situation (e poi anche del rispettivo video) ha un'introduzione più breve e la durata della canzone appare di 8 secondi più corta di quella originale. Durante il Tour di Make Believe, nel 2005, quando la band ha spinto il pubblico a cantare la canzone, stranamente si è sentito un coro diverso da quello originale di Perfect Situation. Così la band ha registrato nuovamente i cori come quelli del pubblico e questa nuova versione ha accompagnato il videoclip della canzone.

## Video
Il video, il cui regista è Marc Webb, ha debuttato su MTV l'11 novembre 2005 e vede la presenza dell'attrice Elisha Cuthbert. Qui, la ragazza interpreta il ruolo del precedente leader dei Weeze in un'immaginaria fiction della storia dei Weezer, che alla fine viene sostituita da Rivers Cuomo. Nel video parteciparono anche alcuni fan dei Weezer e il webmaster Karl Koch nella scena finale. Inoltre appare una diversa copertina di Make Believe (con la Cuthbert al posto di Rivers).

## Formazione
- Rivers Cuomo - voce e chitarra
- Brian Bell - chitarra
- Scott Shriner - basso
- Patrick Wilson - batteria